# L'Appel de la forêt (film, 1935)
Pour les articles homonymes, voir L'Appel de la forêt et Call of the Wild.
Pour plus de détails, voir Fiche technique et Distribution.

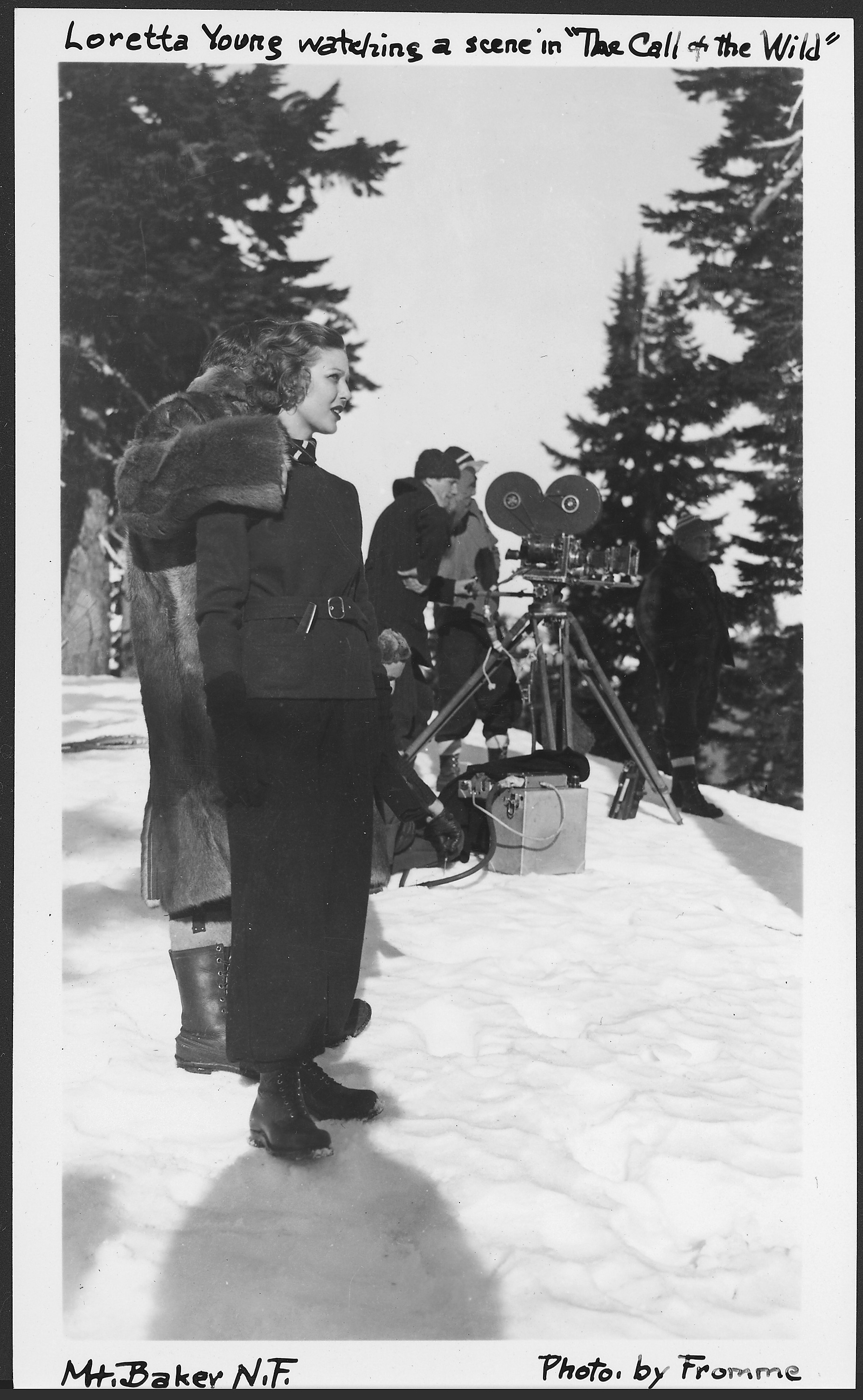
Loretta Young observant une scène

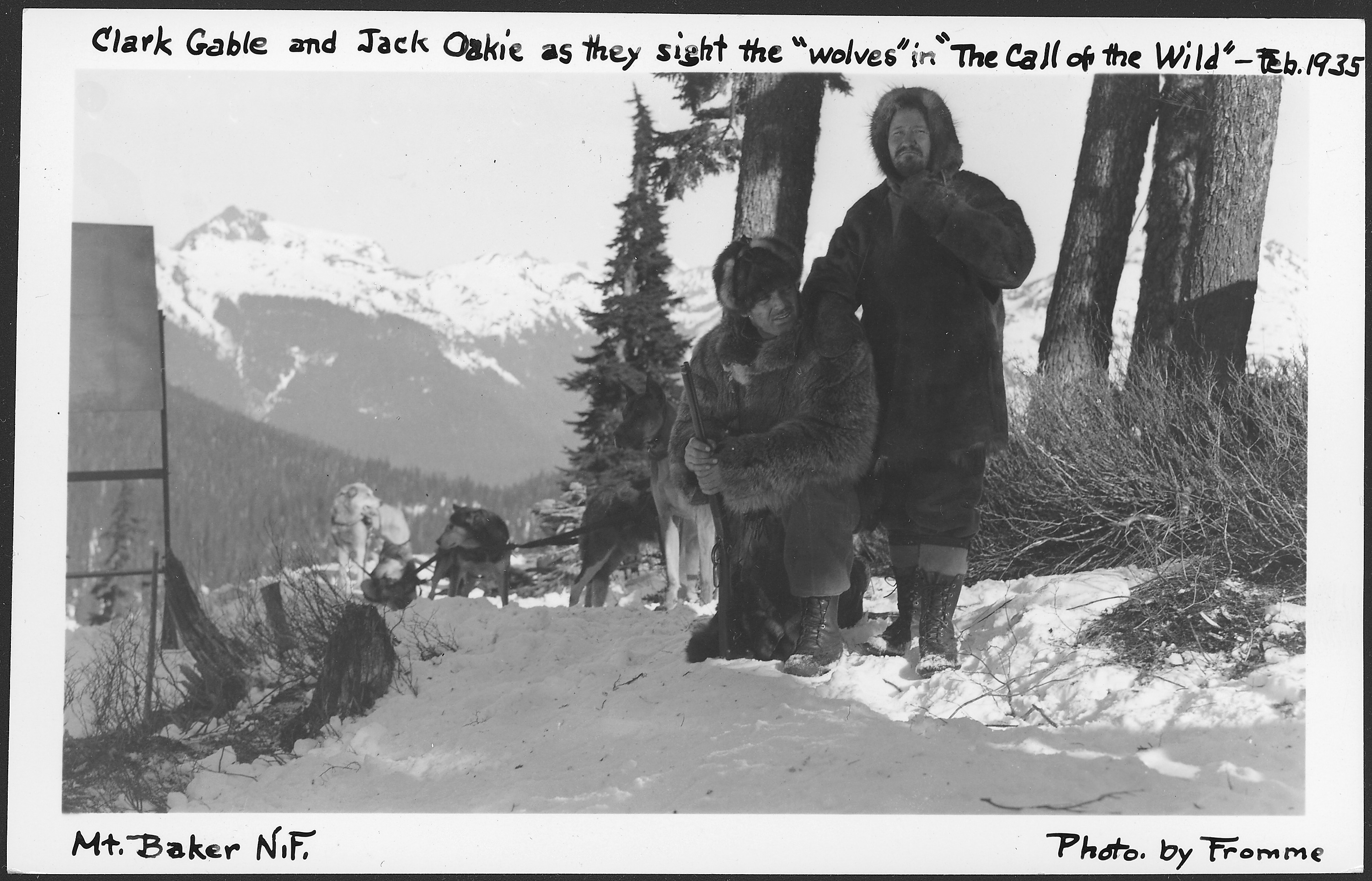
Clark Gable et Jack Oakie

L'Appel de la forêt (The Call of the Wild) est un film américain réalisé par William A. Wellman, sorti en 1935. C'est une adaptation du roman L'Appel de la forêt de Jack London.

## Synopsis
Jack Thornton, un chercheur d'or, perd tout son argent au jeu. Un ancien ami, Shorty, lui propose alors de partir à la recherche d'un trésor, en suivant le chemin d'une carte qu'il a mémorisée. Pour ce voyage, Thornton se procure un chien incontrôlable, Buck, qu'il parvient à dresser. Au cours de leur voyage, les deux hommes découvrent une femme, Claire Blake, dont le mari a disparu.

## Fiche technique
- Titre : L'Appel de la forêt
- Titre original : The Call of the Wild
- Réalisation : William A. Wellman
- Scénario : Gene Fowler et Leonard Praskins d'après le roman L'Appel de la forêt de Jack London
- Production : Darryl F. Zanuck, William Goetz producteur associé et Raymond Griffith producteur associé
- Société de production : 20th Century Pictures
- Distribution : United Artists
- Photographie : Charles Rosher
- Montage : Hanson T. Fritch
- Musique : Hugo Friedhofer et Alfred Newman (non crédités)
- Direction artistique : Richard Day et Alexander Golitzen
- Décors de plateau : Julia Heron (non-créditée)
- Costumes : Omar Kiam
- Présentation : Joseph M. Schenck
- Pays de production :  États-Unis
- Format : Noir et blanc - Son : Mono (Western Electric Noiseless Recording)
- Genre : Aventure, western
- Durée : 95 minutes
- Dates de sortie :
  - États-Unis : 9 août 1935
  - France : 8 novembre 1935

## Distribution
- Clark Gable : Jack Thornton
- Loretta Young : Claire Blake
- Jack Oakie : Shorty Hollihan
- Reginald Owen : Smith
- Frank Conroy : John Blake
- Sidney Toler : Joe Groggins
- Charles Stevens : François
- Lalos Encinas : Kali
- Katherine DeMille : Marie
- James Burke : Ole
- Duke Green : Frank
- Marie Wells : Hilda
- Herman Bing : Sam
- George MacQuarrie : Policer monté

Acteurs non crédités
- Frank Campeau : un boulanger dans la rue
- Bud Osborne : un citoyen de Dawson
- Joan Woodbury : une danseuse
- Harry Woods : « Soapy » Smith